# アリー・アラタス

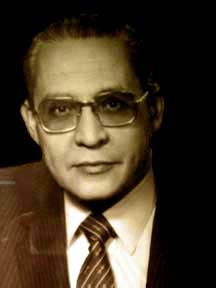
アリー・アラタス

アリー・アラタス（Ali Alatas, 1932年11月4日 - 2008年12月11日）はインドネシアの外交官である。1988年から1999年まで外務大臣を務めた。

## 出自
インドネシア・ジャカルタ生まれではあるが、南アラビアのハドラマウトから移住してきたアラブ移民（ハドラミー）の子孫である。父アブドゥッラーは蘭領東インド時代の人民議会（Volksraad）の議員であった。血統はイスラームの予言者ムハンマドまでさかのぼることができる。

## 経歴
1954年、22歳で外務省入り。1982年、インドネシアの国連大使に任命され、一時は国際連合事務総長のポストも取り沙汰されていた。1988年3月、インドネシア外務大臣に就任し、スハルト政権下で3期、ハビビ政権下で1期務めた。ASEAN憲章制定に重要な役割を果たし、ASEAN賢人会議のメンバーにも選ばれた。東南アジア地域の紛争地域で和平交渉を行うこともあり、カンボジア和平や東ティモール独立に役割を果たした。。2003年には国連特使に任命され、2005年8月18日から3日間ミャンマーに滞在し、アウンサンスーチーの解放に向けた調停を行った。
2008年12月11日、脳卒中の治療のため滞在していたシンガポールのマウントエリザベス病院にて、心筋梗塞のため76歳で死去した。